# تايسوكي ماتسوكاا
تايسوكي ماتسوكاا (باليابانية: 松ヶ枝 泰介) (15 ديسمبر 1982 في كاغاوا في اليابان – )؛ هو لاعب كرة قدم كان يلعب كلاعب وسط.

## وصلات خارجية
- تايسوكي ماتسوكاا على موقع Soccerway.com (الإنجليزية)
- تايسوكي ماتسوكاا على موقع عالم كرة القدم.نت (الإنجليزية)